# Torre de la Creu
La Torre de la Creu, también conocida con los nombres de Torre dels Ous, Casa dels ous, Torre Parellada, y originalmente llamada Torre Gibert.
Es un edificio de estilo modernista ubicado en el paseo de Canalies 14, de San Juan Despí en la provincia de Barcelona, fue construida entre 1913 y 1916 por el arquitecto José M. Jujol i Gibert, el más conocido de los colaboradores de Gaudí, por encargo de la señora Josefa Romeu i Grau de Gibert, tía de Jujol, con el fin de establecer una residencia de veraneo. 

## Descripción
Es un edificio bifamiliar aislado, constituido por el ensamblaje de cinco cuerpos cilíndricos de planta circular de diferentes medidas, tanto en diámetro como en altura, en el que se ubican las estancias y las escaleras de la vivienda, lo que hace que el edificio tenga un alto grado de singularidad. A esta singularidad también contribuyen el conjunto de cúpulas de medidas y formas diferentes que coronan el edificio, y su acabado de mosaico cerámico, que le da una imagen formal excepcional y un cromatismo notable, en el que destaca la cruz de coronamiento que da nombre a la Torre.
El edificio está rodeado de un jardín circundado por una valla con coronamiento ondulado y una puerta de acceso de hierro forjado muy trabajado. Este jardín y la valla con la reja forman parte del inmueble y participan de sus valores y, por lo tanto, se consideran también monumento.

## Historia
Se proyectó como casa de veraneo por encargo de su tía, Josefa Romeu i Grau, viuda de Gibert. El encargo dejaba libertad al arquitecto, salvo que debían de ser dos casas similares, para sus hijos Joan y Lluís.
El proyecto de la torre fue aprobado por el ayuntamiento de Sant Joan Despí el 11 de octubre de 1913. La construcción se interrumpió con la Primera Guerra Mundial, pero consiguió finalizarse en 1916.
El proceso de construcción tuvo una fuerte desviación presupuestaria debido a los constantes cambios introducidos sobre la marcha por el arquitecto.
En el año 1966 el arquitecto Lluís Bonet i Garí reformó la torre y la convirtió en un edificio de una única vivienda. En esos momentos también se reemplazó el original revestimiento de las cúpulas por uno de gresite.
En los últimos años el edificio fue destinado a equipamiento municipal del ayuntamiento de Sant Joan Despí, hasta que en el año 2006 se cedió al Colegio de Arquitectos de Cataluña  para establecer la sede de su delegación en el Bajo Llobregat. Entre los años 2006 y 2008 el Colegio de Arquitectos llevó a cabo una nueva reforma de la torre, a cargo del arquitecto Josep Llobet i Gelmà, que recuperó parte de la estructura original perdida en la última reforma.

## Relevancia
La torre de la Creu se puede calificar como un edificio emblemático en la obra de Jujol, ya que vincula con toda libertad creativa el trabajo como arquitecto y como artista en un proyecto único de carácter muy singular. A pesar de ser su primera obra en Sant Joan Despí, las buenas relaciones sociales de su tía le sirvieron de carta de presentación para obtener otros encargos, concentrando en este municipio buena parte de la obra del arquitecto.
El 22 de julio de 2003 el edificio fue declarado Bien Cultural de Interés Nacional en la categoría de Monumento Histórico.

## Galería de fotos

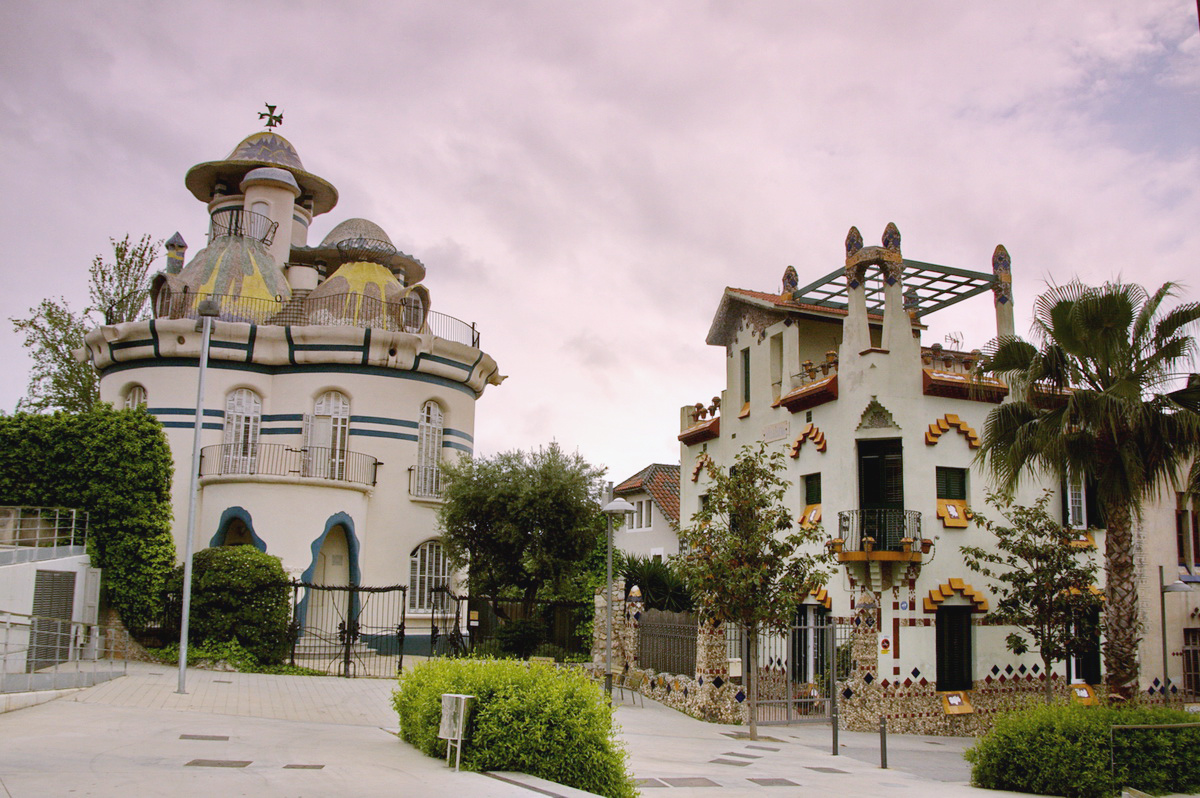
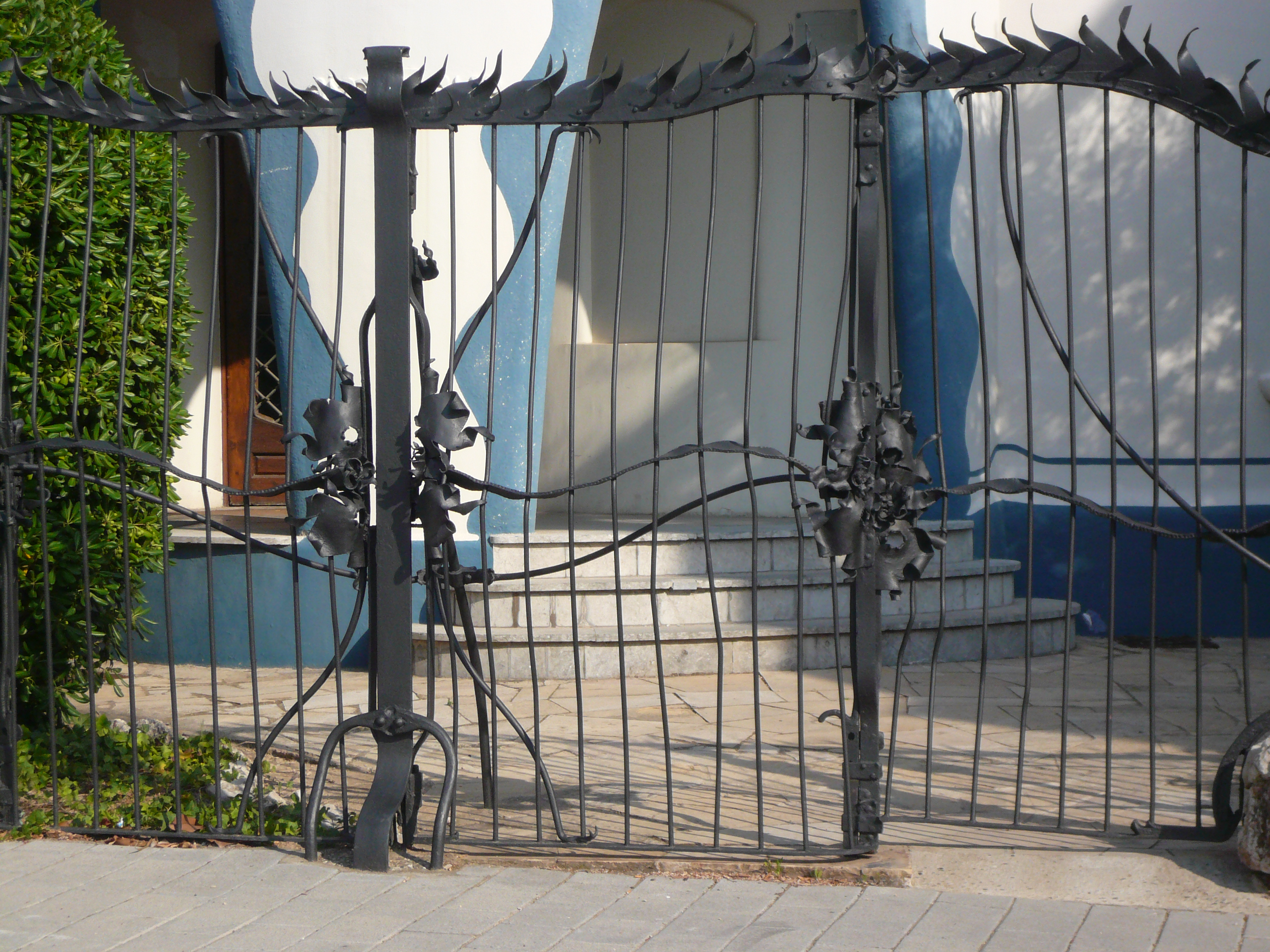
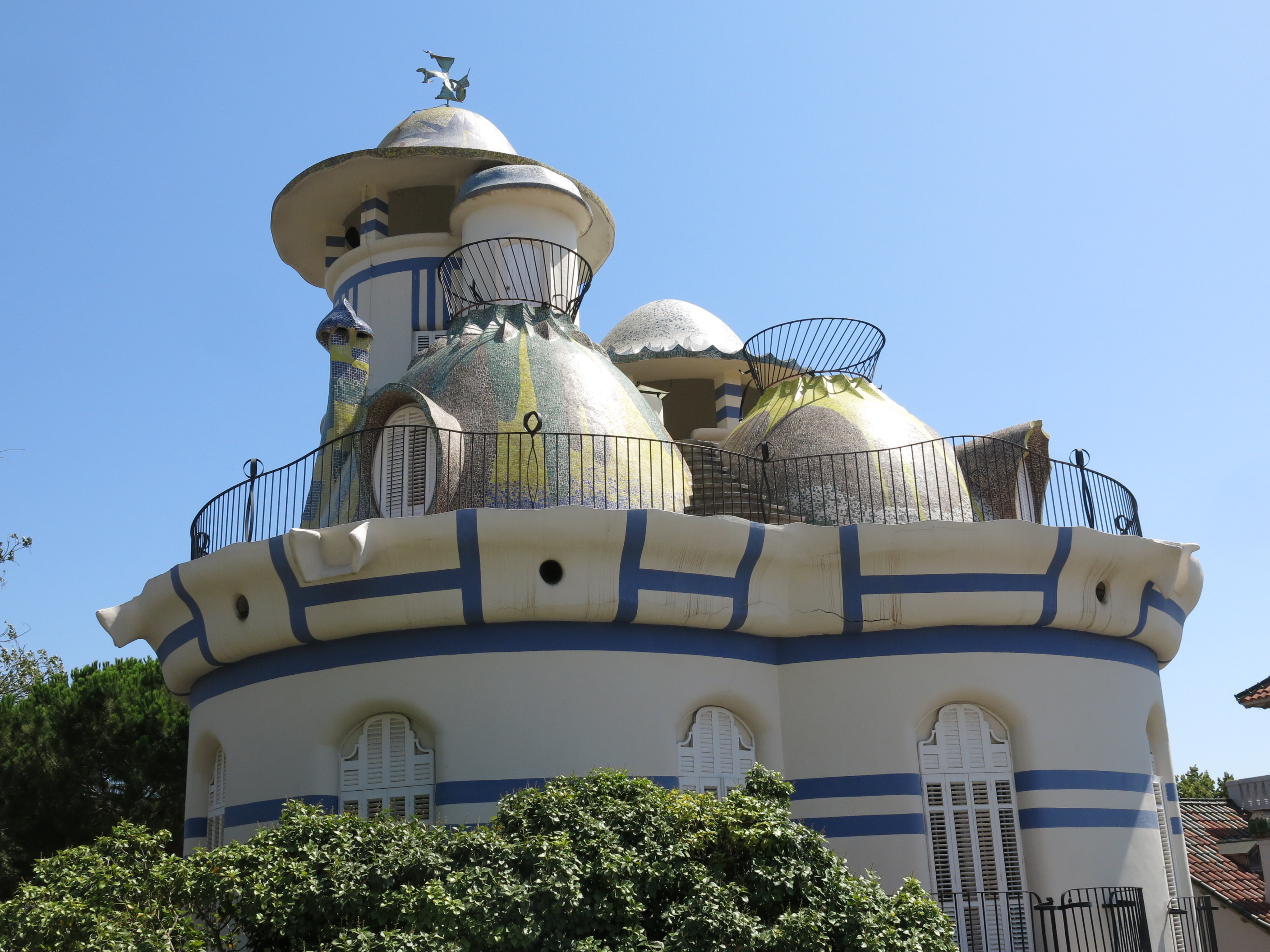